# Sainte-Christie-d'Armagnac
Sainte-Christie-d'Armagnac är en kommun i departementet Gers i regionen Occitanien i sydvästra Frankrike. Kommunen ligger i kantonen Nogaro som tillhör arrondissementet Condom. År 2022 hade Sainte-Christie-d'Armagnac 379 invånare.

## Befolkningsutveckling
Antalet invånare i kommunen Sainte-Christie-d'Armagnac
Referens:INSEE